# Rostkindad sabeltimalia
Rostkindad sabeltimalia (Erythrogenys erythrogenys) är en asiatisk fågel i familjen timalior inom ordningen tättingar.

## Utseende och läten
Denna art är en rätt stor (22–26 cm) sabeltimalia, olivbrun ovan och vit under, med brett orange från huvudsidan via flankerna till undergumpen. Till skillnad från liknande fläckig sabeltimalia saknar den helt fläckar. Sången som sjungs i duett mellan hane och hona liknar fläckiga sabeltimalians, ett vitt ljudande tvåstavigt flöjtande som svaras av en kort och vass ton. Även klara "pu" eller "ju" hörs, liksom rullande "jrr-jrr-jrr-jrr", ett varnande skallrande och ett vasst "whit-it" eller "whoi-whititititit" där "whoi" låter som en sten som kastas i vatten.

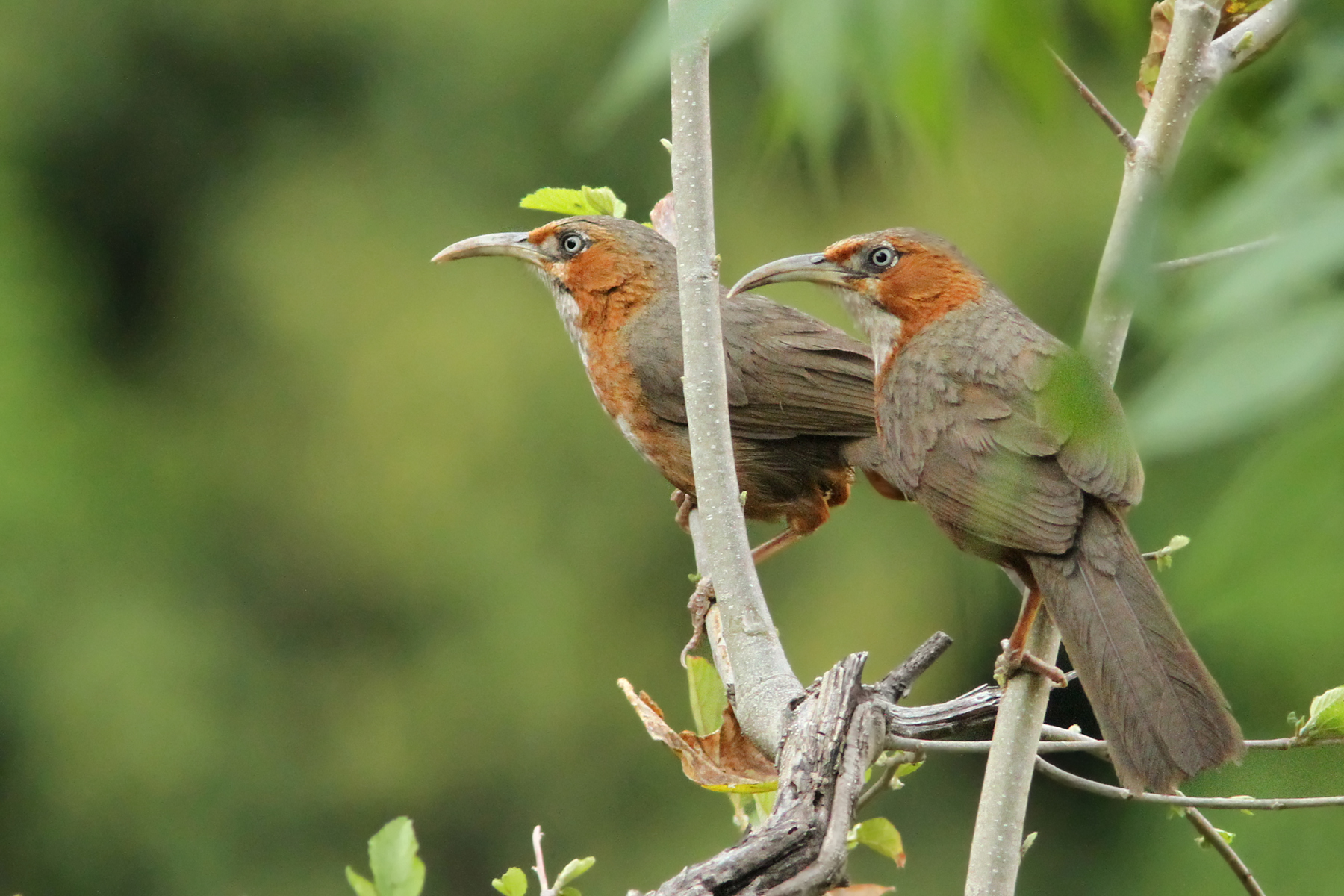

## Utbredning och systematik
Rostkindad sabeltimalia delas in i fem underarter med följande utbredning:
- Erythrogenys erythrogenys erythrogenys – förekommer i Himalaya, centrala Myanmar och nordvästra Thailand
- Erythrogenys erythrogenys ferrugilatus – bergsskogar från Kashmir till centrala Nepal
- Erythrogenys erythrogenys haringtoni – Himalaya (Sikkim till Bhutan)

Tidigare kategoriserades rödögd sabeltimalia (Erythrogenys imberbis)  som en del av rostkindad sabeltimalia (Erythrogenys erythrogenys), men urskiljs sedan 2024 som egen art baserat på skillnader i utseende och läte.

### Släktestillhörighet
Fågeln placerades tidigare i släktet Pomatorhinus, men DNA-studier visar att flera arter är närmare släkt med Stachyris, däribland större sabeltimalia. Den och dess släktingar har därför lyfts ut till ett eget släkte.

## Levnadssätt
Rostkindad sabeltimalia förekommer i buskmarker, gräs och öppna städsegröna skogar på mellan 915 och 2000 meters höjd. Den lever av insekter, larver, puppor, frön och bär. Den uppträder i par sommartid, vintertid i små grupper med upp till tolv individer. Rostkindad sabeltimalia häckar mellan februari och juli. Fågeln bygger ett kupolformat bo med sidoingång som placeras skyddat på marken eller upp till 1,2 meter upp i en buske. Däri lägger den två till fyra rätt glansiga ägg. Arten är en stannfågel.

## Status och hot
Arten har ett stort utbredningsområde och en stor population med stabil utveckling och tros inte vara utsatt för något substantiellt hot. Utifrån dessa kriterier kategoriserar internationella naturvårdsunionen IUCN arten som livskraftig (LC). Världspopulationen har inte uppskattats men den beskrivs som vanlig.